# 香山聖
香山 聖（かやま ひじり、1984年11月11日 - ）は、日本の元AV女優。イオンプロモーションに所属していた。

## 略歴
- 2003年 - 『belle femme』で九鬼専属女優としてAVデビュー。
- 2004年 - 『デジタルモザイク Vol.027』でMOODYZよりセルデビュー。
- 2005年 - 甲斐正明監督作品をもって引退。

## 作品

### アダルトビデオ
2003年
- belle femme（6月30日、KUKI）デビュー作
- Erotisme japonais（7月25日、KUKI）
- Hello.Good bye トコナッツ。（8月20日、KUKI）
- ラブホ ストーリーズ（9月20日、KUKI）
- 本能セクレタリー（10月20日、KUKI）
- 香山聖をお届けします。（11月28日、KUKI）
- ワタシを調教して下さい。（レンタル）／香山聖を調教します!!（セル）（12月24日（レンタル）／2004年1月23日（セル）、VIP）

2004年
- デジタルモザイク Vol.027（1月15日、MOODYZ）
- 僕はアナタの痴女ペット（3月15日、MOODYZ）
- 罪と罰（レンタル）／香山聖　人間崩壊（セル）（3月24日（レンタル）／2004年4月9日（セル）、VIP）
- Bondage Be-Bop!（3月26日、大洋図書）
- ドリームウーマン VOL.29（4月15日、MOODYZ）
- 痴的案内（4月29日、ドリームチケット）
- 絶対服従CE 第1章 令嬢凌辱～奴隷姉妹の生活～（6月1日、ゴーゴーズ）共演:松島やや
- ワル騎り（6月3日、ワープエンタテインメント）
- 極乱 ～デジタルモザイク～（8月6日、GLAY'z）
- 女痴校生アイドルが素人童貞逆ナンパ IV（12月25日、ホットエンターテイメント）共演:白鳥さくら、黒崎扇菜

2005年
- 騎乗位ナースだぴょん!（1月6日、ディープス）
- digital RUSH!!（2月15日、MOODYZ）
- レズハンター聖（3月4日、ディープス）共演:早乙女みなき、松嶋こずえ
- 前貼リズム（3月17日、甲斐正明事務所（ブリット））共演:吉沢ミズキ
- 女金融取立て屋 涙のレズ返済4（4月7日、ディープス）共演:夜桜すもも、青山ユリ、水沢リョウ
- AV女優が真っ裸・お笑いで人を笑わせられるか(仮)（5月25日、ホットエンターテイメント）共演:紅音ほたる、早乙女みなき、仲居あゆみ、藤森かおり、三上翔子、赤松恵
- 絶頂レズライブ 4時間（5月27日、ケイ・エム・プロデュース）共演:nao.、友田真希、グロリア、白鳥るり
- ヌキッパ!!（6月15日、アレックス）
- 全力ファック（10月20日、ホットエンターテイメント）他出演:結城リナ　 - 引退作

他

### イメージビデオ
- Hello!（2003年9月5日、トライハートコーポレーション）

## 書籍

### 写真集

#### デジタル写真集
- 子猫白書～ティーンズ美少女
- パイナップリン
- チョキぷりん☆